# Arthrotus nigrofasciatus
Arthrotus nigrofasciatus es un coleóptero de la familia Chrysomelidae. Fue descrita científicamente por primera vez en 1890 por Jacoby.